# Harivamsha
De Harivamsha (Sanskriet: हरिवंश, IAST: Harivaṃśa, stamboom van Hari) is een belangrijk werk van de Sanskriet literatuur en wordt wel gezien als khila of bijlage van de Mahabharata. Het werk wordt traditioneel toegeschreven aan de mythische Vyasa en verhaalt over de stamboom van Krishna (Hari), overigens sterk afwijkend van die uit de Mahabharata.
Afhankelijk van de versie bestaat het uit twee of drie delen of parva's. Van het laatste uitgaand zijn dit de Harivamsaparva, de Vishnuparva en de Bhavishyaparva. Het eerste deel vertelt over het ontstaan van het universum en de geschiedenis van de zonnedynastie en de maandynastie tot aan de geboorte Krishna. Het tweede deel gaat over de Krishnacarita tot aan de Mahabharata en de genealogie van de Yadava's. Het derde deel bevat hymnen aan Shiva en Vishnu en beschrijft de kali yuga.
Horst Brinkhaus heeft geopperd dat het tweede deel een latere toevoeging is en dat het oorspronkelijk verhaalde over de Paurava's vanaf Vishnu tot Janamejaya – de Harivamsaparva – en de kali yuga, de Bhavishyaparva.
In tegenstelling tot de Mahabharata bevat de Harivamsha geen uitvoerige moraliserende didactische uitleg.